# Valparaíso
|  | Per a altres significats, vegeu «Valparaiso». |

Valparaíso és una ciutat i comuna xilena al litoral central del territori continental de Xile. És la capital de la regió i de la província homònimes. Amb les comunes de Viña del Mar, Quilpué, Villa Alemana, Concón, Limache i Quintero conforma l'àrea metropolitana del Gran Valparaíso, convertint-se en el seu centre històric. El 2012, la ciutat supera els 350.000 habitants, i la seva àrea metropolitana és la segona més poblada de Xile, amb 1.066.893 habitants.
A més, Valparaíso és la seu del Congrés Nacional de Xile, un considerable pol de serveis i un dels centres culturals i dels circuits turístics més importants del país.

## Geografia
Valparaíso es troba al centre de Xile, a 120 km al nord-oest de la capital Santiago. S'estén d’E a W per una estreta franja litoral. A causa del seu creixement, ha ocupat les muntanyes que envolten la badia.
Com una gran part de Xile, és vulnerable als terratrèmols. El terratrèmol del 27 de febrer de 2010 va mesurar 8,8 en l'escala sismològica de magnitud de moment. L'anterior terratrèmol catastròfic va ser l’agost de 1906: va devastar la ciutat i va matar prop de 3.000 persones. Altres terratrèmols significatius que van afectar la ciutat van ser el de Valparaíso de 1730 i el d'Algarrobo de 1985.

### Clima
Valparaíso té un clima mediterrani fresc (classificació climàtica de Köppen: Csb) de gran nuvolositat, amb estius secs i tebis i hiverns humits i temperats, amb una temperatura mitjana anual de 14,5 °C. Està molt influenciat pel corrent de Humboldt, que modera les temperatures a l'estiu i hivern, atenuant l'amplitud tèrmica anual. Al juliol, el mes més fred, la temperatura mitjana és de 11,8 °C, mentre que a l'estiu és de més de 17 °C. Les temperatures molt rares vegades sobrepassen els 30 °C encara que a la ciutat s'han registrat fins a 32 °C. Les precipitacions es concentren a la tardor i hivern: juliol (118 mm) és el mes més plujós. La mitjana anual de precipitacions és de 373 mm. La neu s'ha presentat en rares ocasions en els sectors més alts de la ciutat. També caracteritzen a Valparaíso els forts vents, que durant l'hivern poden produir sensacions tèrmiques per sota del punt de congelació.

## Història

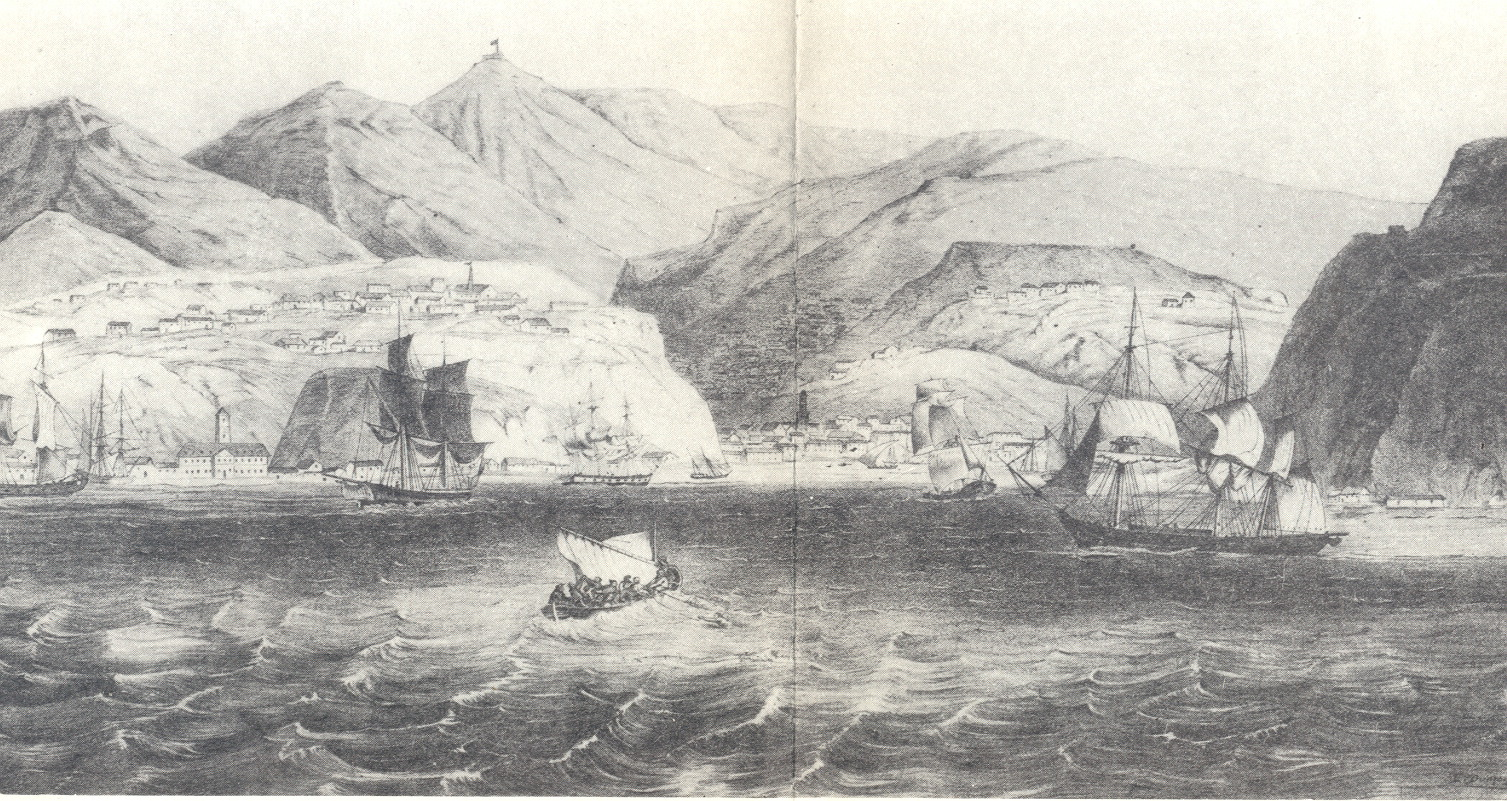
Vista de la badia de Valparaíso (1830)

La zona litoral que actualment forma les comunes de Valparaíso i Viña del Mar va estar originalment habitada per changos, poble originari extint de grans pescadors. En canvi, les valls interiors de les actuals comunes de Quilpué i Villa Alemana estaven poblats pels picunxes, els qui havien estat sotmesos pels inques. Ja des d'aquesta època s'explotaven els rentadors d'or de l'estero Marga Marga.
El primer contacte europeu amb aquestes terres va ocórrer a principis de setembre de 1536, quan Juan de Saavedra, avançat de les tropes de Diego de Almagro, va ancorar a la badia de Quintil. Saavedra va reanomenar-la Valparaíso en record del seu poble natal a Espanya: Valparaíso de Arriba. Els primers assentaments espanyols a la zona es van veure afavorits per la proximitat als rentadors d'or del Marga Marga.
El primer conqueridor propietari de terres a l'interior de Valparaíso (avui en dia, Limache) va ser Pedro de Valdivia, qui s'autoadjudicà 1 Mercè de Terra que abastava Quillota cap al nord, el Marga Marga cap al sud i Lampa per l'est.
En 1544, Pedro de Valdivia va confirmar el nom de Valparaíso, definint-la com "Port Natural de Santiago de Nova Extremadura". En 1559 va començar a delinear un esbós de ciutat partint d'una petita capella construïda en l'actual emplaçament de l'Església de la Matriu. Abans, només era lloc d'arribada de les naus procedents del Virregnat del Perú. Des de 1559 fins a 1615, corsaris i pirates anglesos i holandesos com ara Sir Francis Drake, Thomas Cavendish, Richard Hawkins, Olivier Van Noort i Joris van Spilbergen van saquejar Valparaíso. Per això, Martín García Óñez de Loyola, Governador del Regne de Xile, va iniciar en 1594 la construcció del primer reducte fortificat colonial, anomenat el "Castell Vell", al peu del turó Artilleria. Després es va ordenar la creació del Corregiment de Valparaíso i el 1682 es va declarar "Plaça Militar" amb diverses fortaleses, com el "Castell Sant Josep" en el turó Serralada, on residia el governador de la Plaça. Durant la segona meitat del segle xviii les exportacions des del port es van incrementar, destacant productes com ara vi, sèu, cuirs i formatges que s'enviaven al Perú.
La importància que va adquirir el port també es va deure a l'arribada de navilis des de la "metròpoli". La major activitat es presentava des de l'estiu fins a la tardor, i a l'hivern es tancava pel freqüent mal temps. En 1789 i 1791 es va constituir un Cabildo, que en 1802 va aconseguir del Rei Carles IV la Reial Cèdula que concedia a Valparaíso el títol de "Ciutat de La nostra Senyora de les Mercès de Port Clar". Malgrat això la ciutat mai va ser fundada.

### Segle XIX

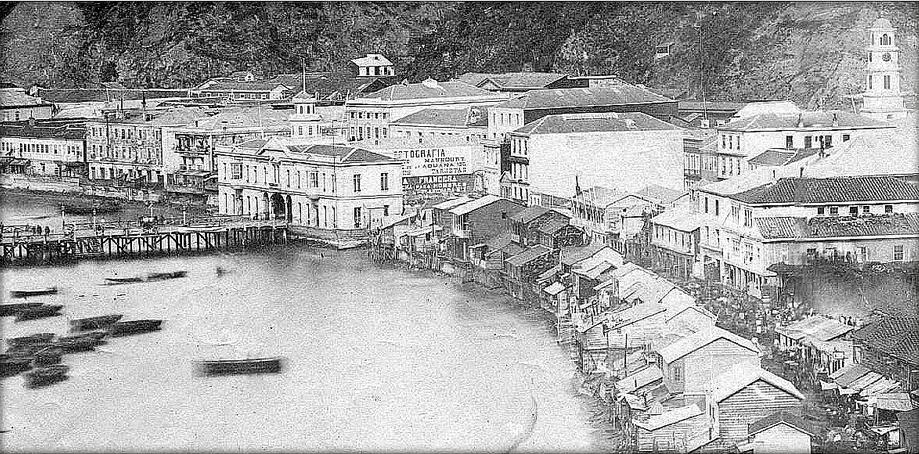
Valparaíso (cap al 1863)

A partir de la Independència i de la Llibertat de Comerç, Valparaíso va ser declarat com a port franc, convertint-se en escala obligada de les rutes marítimes que venien a les costes i illes del Pacífic des de l'Atlàntic, per l'estret de Magallanes o via Cap Horn. En aquest període comencen a arribar-hi immigrants de nacions mercantils com Anglaterra, França, Alemanya i els Estats Units, atrets pel comerç i les oportunitats del major port de l'hemisferi sud. Van construir-hi moderns edificis, basats en els estils arquitectònics en voga en els seus països d'origen.
El 24 de novembre de 1865, en plena Guerra contra Espanya, el president José Joaquín Pérez, dicta un Decret que assenyala en el seu Article Primer: "creïs el Port Major de Quintero, a la badia que porta el seu nom". Aquesta data correspon a l'aniversari oficial del port i ciutat de Quintero.
El 31 de març de 1866 el port de Valparaíso va ser bombardejat per l'esquadra espanyola comandada per l'almirall Casto Méndez Núñez i composta per les fragates Numancia, Blanca, Villa de Madrid i Resolució i la goleta Vencedora. En 1891, en diferents zones dels voltants de Valparaíso es va produir un seguit d'enfrontaments en el marc de la Guerra Civil entre els congressistes alçats contra el govern i els que donaven suport al president Balmaceda. Entre aquests combats destaquen la batalla de Concón i la de Placilla, les quals van acabar amb la victòria definitiva del bàndol congressista.
En 1878 va néixer el poblat de Viña del Mar, de la fusió de dues hisendes: les Siete Hermanas i Viña del Mar. En aquesta última, a finals del segle XVI s'havien plantat vinyes, que amb el pas del temps passarien a ser conegudes com la viña de la mar, d'on deriva el seu nom. L'arribada de nous habitants, així com dels primers visitants casuals, va començar amb la construcció del ferrocarril de Valparaíso a Santiago. El primer tram, entre el Cerro Barón i la hisenda de Viña del Mar, es inaugurar el 17 setembre 1855.

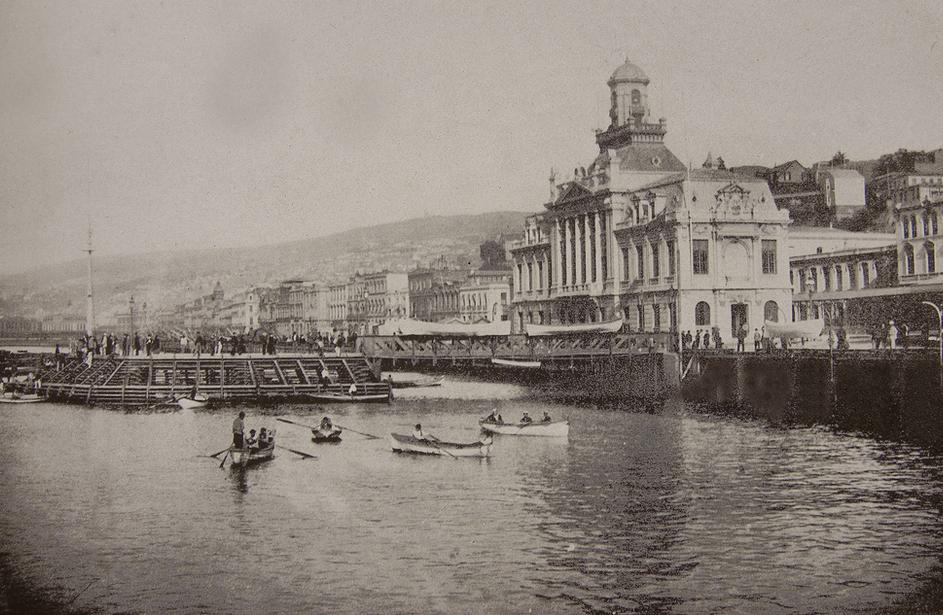
La ciutat el 1888

El 1891 fou saquejada per les forces congressistes. El 14 d'octubre de 1893 es va crear la Comuna de Quilpué, amb seu al llogaret del mateix nom, que abastava el territori al nord de la conca del estero Marga - Marga, vall que pertanyia i va seguir pertanyent al Departament de Casablanca. El 25 d'abril de 1898, es va atorgar al llogaret de Quilpué el títol de ciutat, que avui és la comuna capital de la Província de Marga Marga, al sector orient del Gran Valparaíso.
L'any 1899, es crea la comuna de Concón que fins llavors pertanyia a Limache. No obstant això, en 1927 perdria la seva condició de comuna autònoma, passant a formar part de la comuna de Viña del Mar. Recentment, el 28 de desembre de 1995, es promulga la llei 19.424, amb la qual es crea l'actual comuna de Concón.

### Segle XX

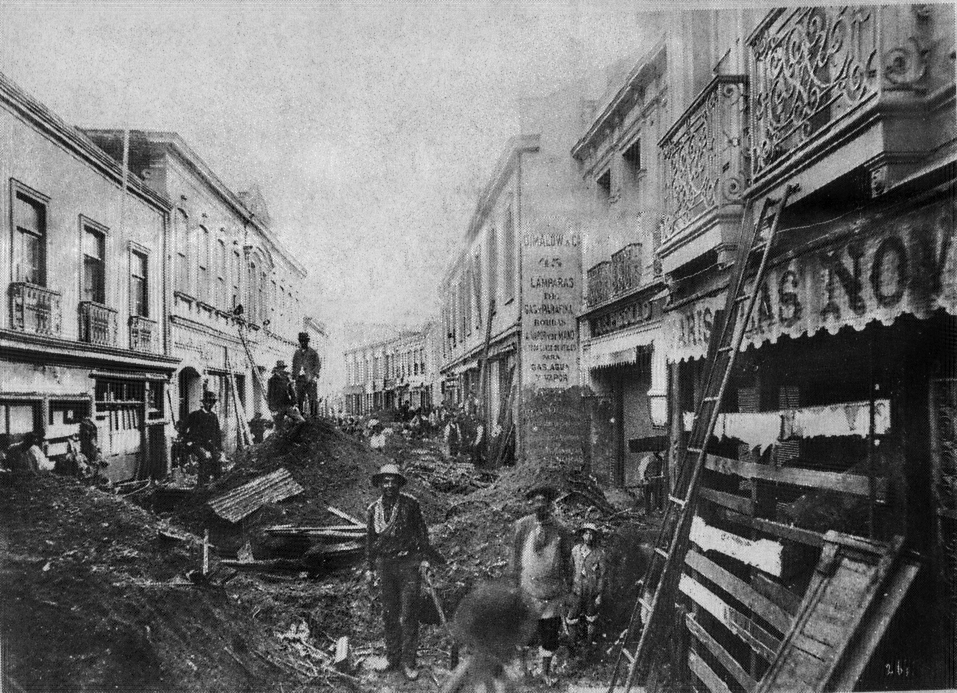
El terratrèmol de 1906

En 1906, un violent terratrèmol va assotar a la zona central del país, deixant un centenar de víctimes i desenes de construccions destruïdes en diversos sectors de Valparaíso. Després d'aquesta tragèdia, una gran quantitat de famílies de classe alta del devastat Valparaíso van instal·lar-se a Viña del Mar. En aquesta època, Viña del Mar també començava a convertir-se en un destacat balneari a nivell nacional.
El 1918 es crea la comuna de Villa Alemana, en una zona que havia crescut l'aler del ferrocarril, però en 1928 és incorporada a Quilpué. Finalment, el 7 de juny de 1933 Villa Alemana se separa definitivament de la comuna de Quilpué.

## Economia
Per la seva important població, per la seva gran activitat portuària i la seva proximitat amb Santiago, Valparaíso es considera un important centre de negocis i una interessant plaça per a les inversions nacionals i estrangeres. A la gran activitat comercial del port s’uneix una forta industrialització (fàbriques de productes químics, metal·lúrgics, indústries del paper i construccions navals).
Des de finals del segle xvii a principis del XX, Valparaíso va ser la capital econòmica i financera de Xile. S'hi va erigir la primera Borsa de Valors, també coneguda com a Bovalpo, la més antiga del país. També van sorgir importants entitats bancàries, com el Banc de Xile o el Banc Alemany Transatlàntic de Valparaíso, entre altres ja desaparegudes.
L'activitat econòmica de la seva àrea metropolitana es concentra fonamentalment a la Zona Industrial del Salt i el Belloto, la ciutat empresarial de Curauma, el Port, el sector terciari de productes i serveis i finalment el turisme. De fet, cada la ciutat de Valparaíso i les seves comunes reben més de 4 milions de turistes nacionals i estrangers. Les comunes costaneres són les preferides pels nacionals, argentins, brasilers, nord-americans i europeus, que també es desplacen des de la ciutat a altres punts de la regió com les vinyes de Casablanca, zones típiques com Olmué i el famós centre de Ski Portillo, a la Província de Los Andes.

## Transport

### Metro de Valparaíso
Aquest mitjà de transport connecta les comunes de Valparaíso, Viña del Mar, Quilpué, Villa Alemana i la ciutat satèl·lit de Limache. L'administra Metro de Valparaíso S.A. (MERVAL), filial de l'Empresa de Ferrocarrils de l'Estat (EFE). És el segon sistema de metro habilitat al país després del Metro de Santiago.
El Metro de Valparaíso es va ser inaugurar el 23 de novembre de 2005, en forma de marxa blanca, en una cerimònia que va comptar amb la presència del llavors president Ricardo Lagos. Va entrar en funcionament el dia següent. El servei de la xarxa del Metro compta amb una línia de 43 km de longitud i vint estacions, traçades des de la Plaça Sotomayor de la comuna de Valparaíso cap al nord-est del Gran Valparaíso.
La flota de trens provinents de França compta amb un alt potencial tecnològic i gran comoditat per a l'ús de passatgers. Les seves portes d'ingrés s'activen prement un botó quan el tren s'atura a les estacions. El vagons estan equipats amb aire condicionat i calefacció, i també amb accessos i sectors especials per a discapacitats i passatgers amb mobilitat reduïda.
- Total flota: 40 trens de 2 a 4 cotxes model Xtràpolis 100.
- Capacitat: 392 passatgers (148 asseguts).
- Longitud: 48,6 m
- Ample: 3,05 m
- Velocitat màxima: 120 km / h
- Fabricat per Alstom França

### TransValparaíso
El Transport Metropolità de Valparaíso, conegut també com a "TransValparaíso", és un sistema de transport de passatgers licitat l'any 2007. A mig i llarg termini, pretén acabar amb els vicis propis de les empreses de locomoció col·lectiva, com ara: atochamientos, demores, busos en mal estat, tracte deficient dels xofers a les persones o carreres entre línies diferents per aconseguir passatgers. A més, renova la imatge del servei, diferenciant per colors cada unitat de negoci i unifica l'uniforme del personal de conducció.

### Troleibusos
La xarxa de troleibusos de Valparaíso és part del sistema de Transport Metropolità de Valparaíso. Opera des de 1952, sent actualment l'única xarxa de troleibús a Xile i la segona més antiga d'Amèrica del Sud. Des dels seus inicis va ser de propietat estatal, però des de 1982 l'administren empreses privades. Des de 2007 el sistema és administrat per Troleibusos de Xile S.A.

### Funiculars
Els ascensors de Valparaíso són una part essencial d'aquesta ciutat. L'escarpat dels turons de la ciutat dificulten la comunicació de diversos sectors a peu o per un altre mitjà de transport col·lectiu. Els ascensors comuniquen ràpidament la part alta de la ciutat amb el pla. La majoria no demoren més d'un minut en el seu trajecte. A aquest mitjà de transport reben el nom d'ascensors funiculars.
A partir de l'any 1883, prop de trenta ascensors van funcionar a Valparaíso. A principis del 2013, només nou de setze seguien en funcionament, mentre que la resta estava aturat. Al començament de 2013 començaran les obres de restauració dels ascensors Serralada, Lleters, Larraín i Papallones. Encara hi ha un procés de licitació per a reviure altres tres ascensors que avui dia es troben en ruïnes: Santo Domingo, La Creu i Les Canyes. Entre les raons per a la desaparició o detenció estan les destruccions per terratrèmols, incendis, ensorraments de turons i la poca rendibilitat d'alguns, per la preferència d'altres mitjans de transport com busos i col·lectius.

## Autopistes
A causa de la forma de "T" de la taca urbana, s'han construït diverses vies que connecten el Gran Valparaíso, de manera que es generi una ràpida connexió a l'interior de la ciutat.
- Carretera Troncal: comença al Casino Municipal de Viña del Mar, vorejant el riu Marga Marga, passant pel centre, l'hipòdrom, Canal Beagle, Villa Dulce, El Olivar i pel centre de les comunes, Belloto, Villa Alemana i Peñablanca.

- Autopista Troncal Sur: via exprés inaugurada el 2003. Comença a la carretera Troncal, a la zona de Canal Beagle i voreja el riu Marga Marga, passant pel barri industrial, el Jardí Botànic, pels afores de Quilpué, Vila Alemanya i Peñablanca, fins a arribar a Limache.

- Avinguda España: construïda a principis de segle xx. S'inicia al barri universitari de Valparaíso. Voreja el mar pels barris de Baró, Plaers, Santa Maria, Esperança, Esbarjo, Miramar, Castell, Centre de Viña del Mar, Chorrillos i Hospital i finalitza al barri industrial.

- Autopista la Polvora: autopista exprés que passa pels afores de Valparaíso. Surt del barri del Port, passant per un túnel sota els barris de Platja Ampla, Montedónico i Llacuna Verda. Surt a terra pels afores dels barris de Serralada, Presó, Alegre, La Creu, Les Canyes, Camí vell i Rocuant. Arriba al cor de la ciutat satèl·lit de Placilla de Peñuelas, on s'uneix a la Ruta 68 que uneix Valparaíso amb la capital Santiago.

- Autopista las Palmas: autopista exprés inaugurada el 1996. Comença a l'avinguda Espanya, en ple cor del barri Miramar. Travessa per fora dels barris d'Esbarjo, Rodelillo i La Llacuna, fins a la Ruta 68 a l'altura de Terres Vermelles.

- Camino Internacional: carretera que uneix Mendonza amb Valparaíso. En el seu tram urbà, s'inicia al barri dels gasòmetres a Concón, avançant pels afores dels barris de Glòries Navals, Reñaca Alt, Gómez Carreño, Achupallas i Miraflores, i acaba al barri industrial del Salt intersecció de l'autopista les Palmes.

- Avinguda Alessandri: surt del barri nou de Viña del Mar i creua pel cor dels barris Naval, Santa Agnès, Gómez Carreño, Achupallas i Santa Júlia.

## Galeria d'imatges

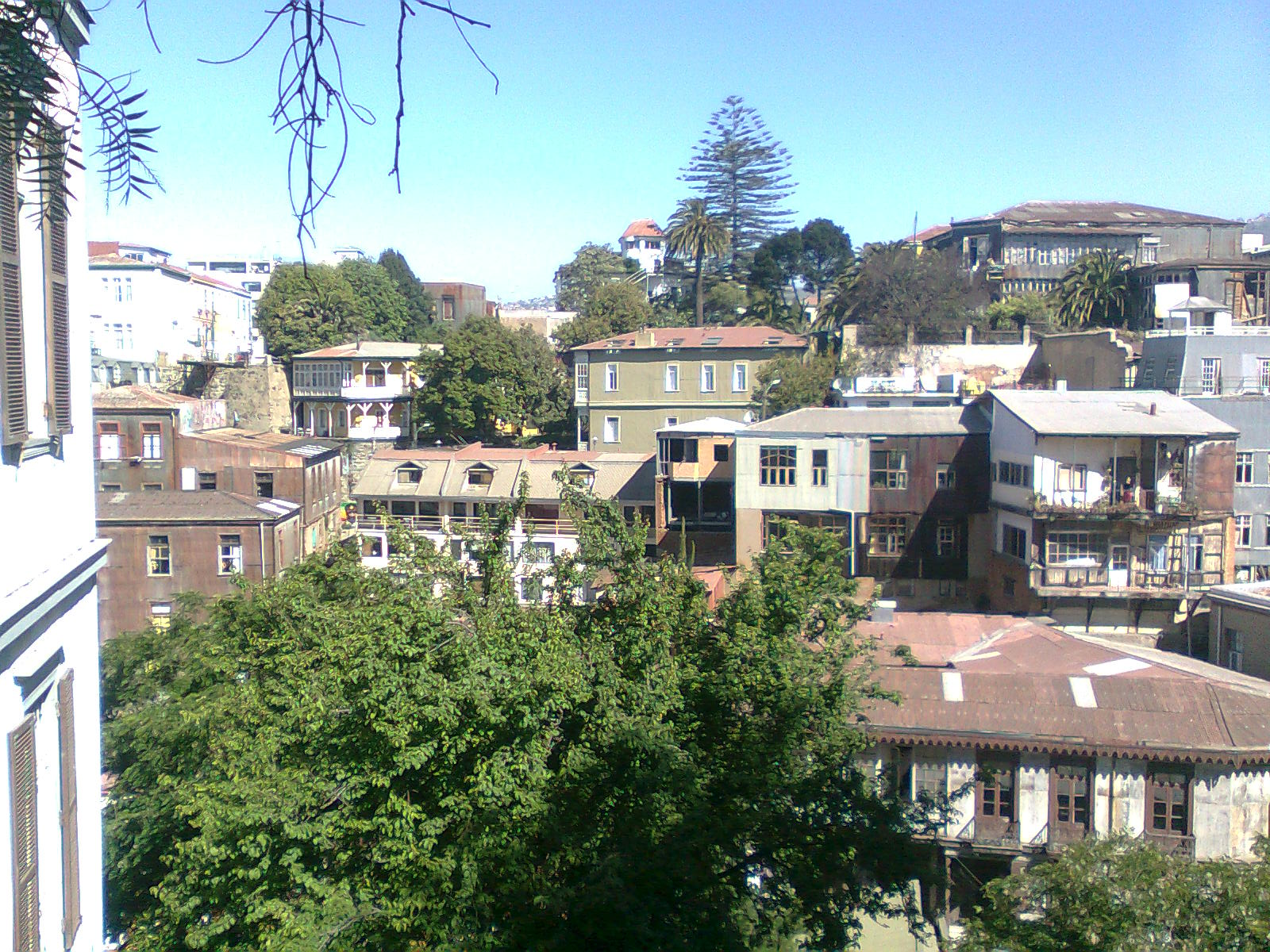
Cerro Concepción
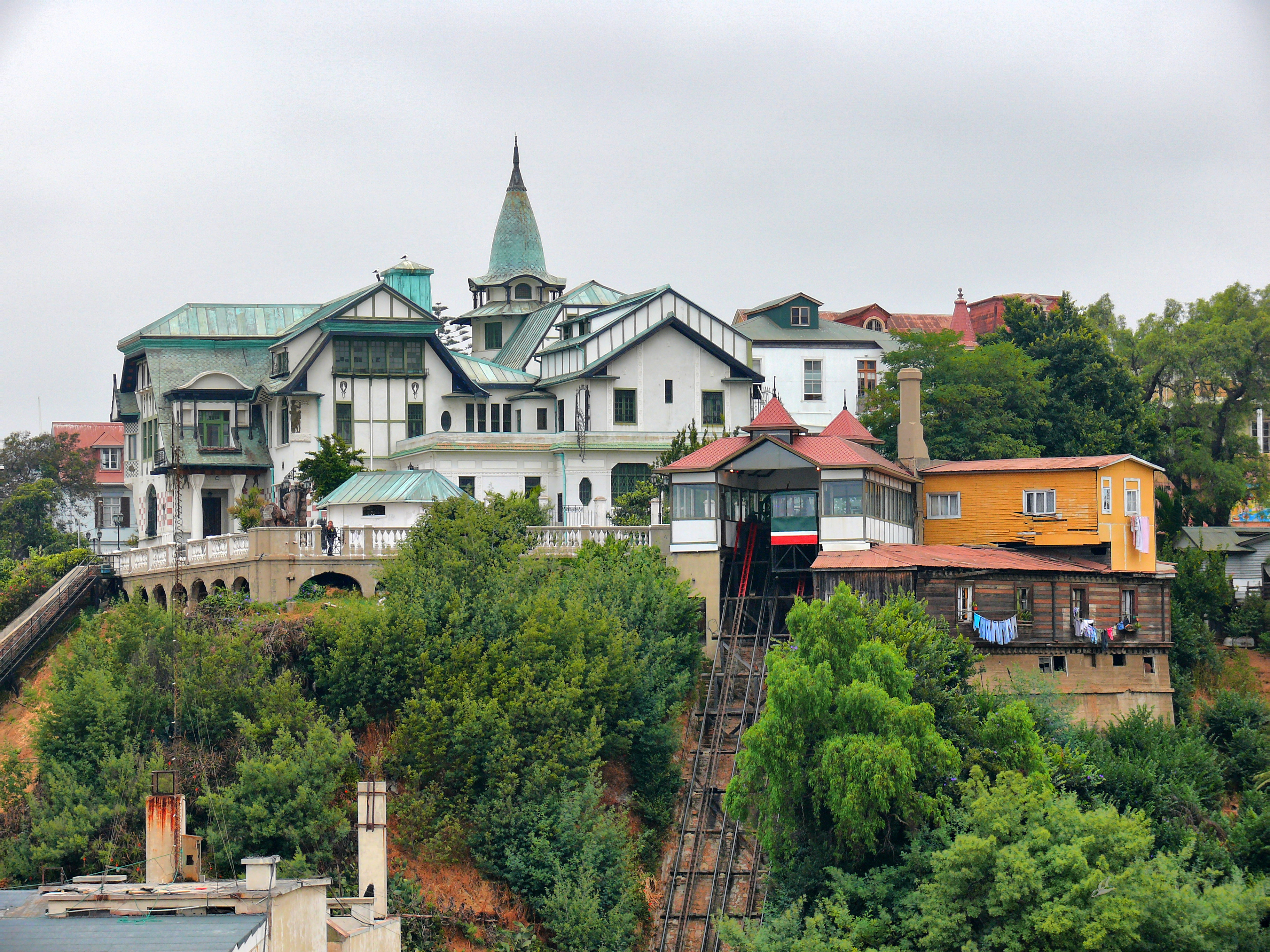
Ascensor El Peral
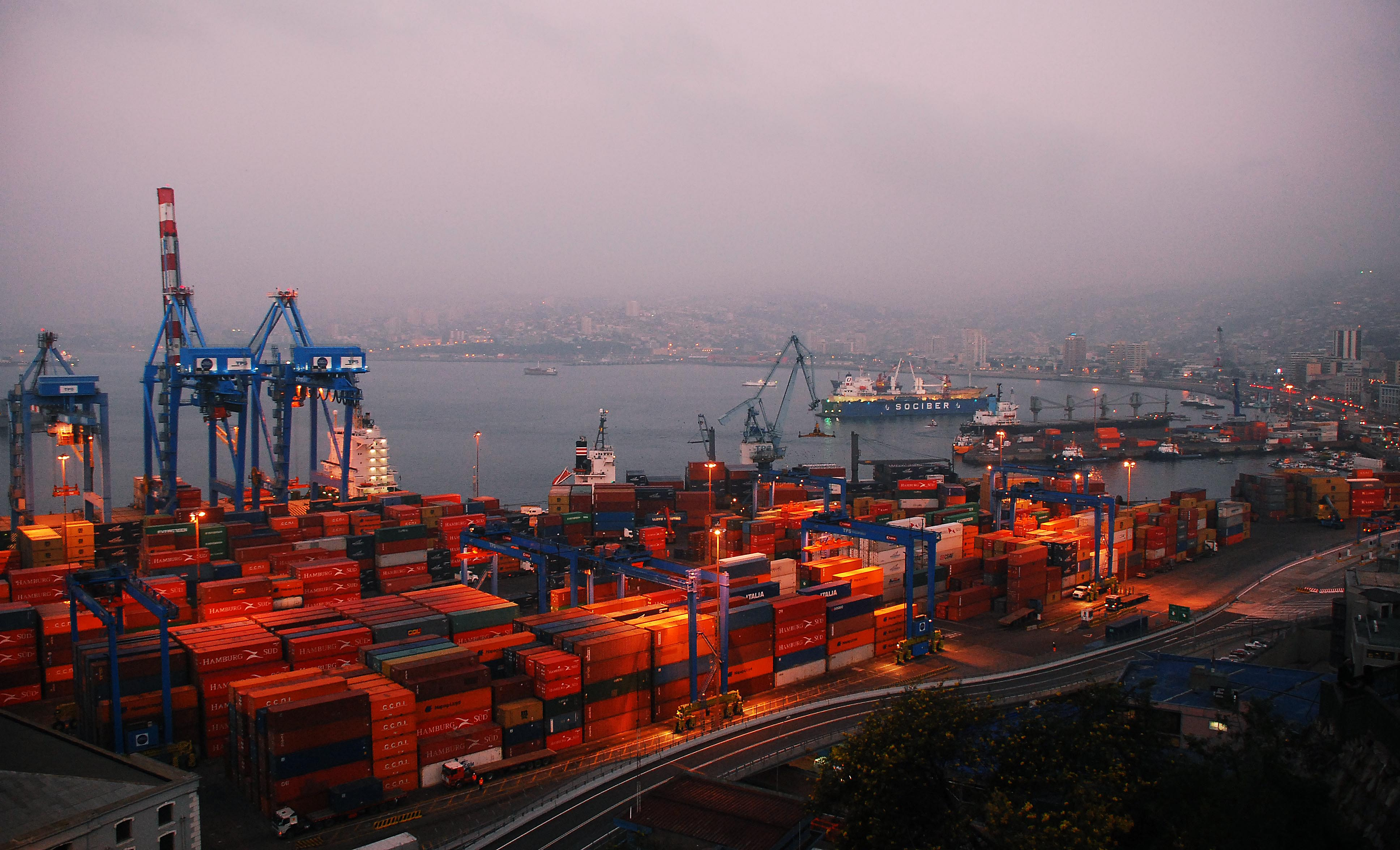
El port
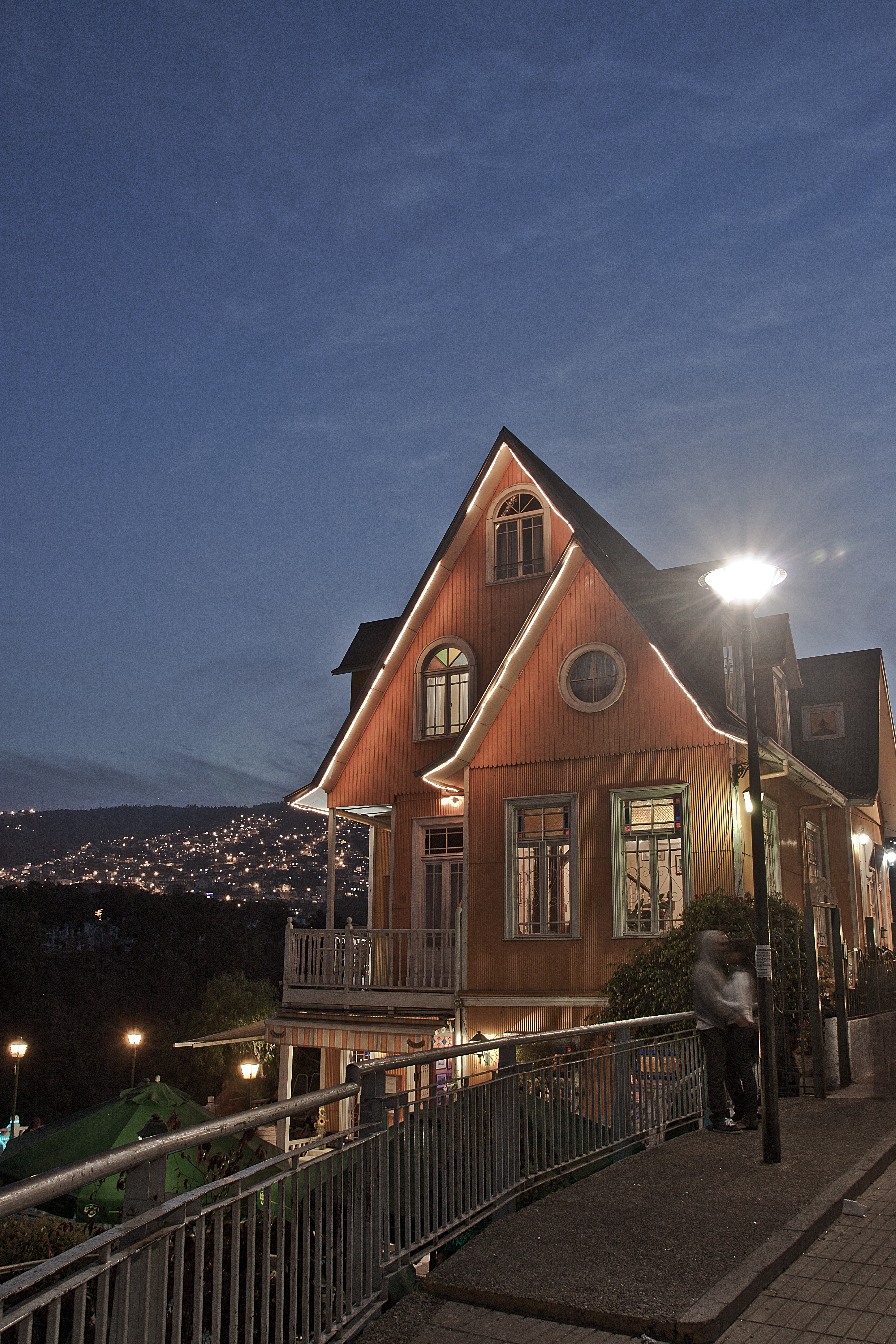
Vista nocturna
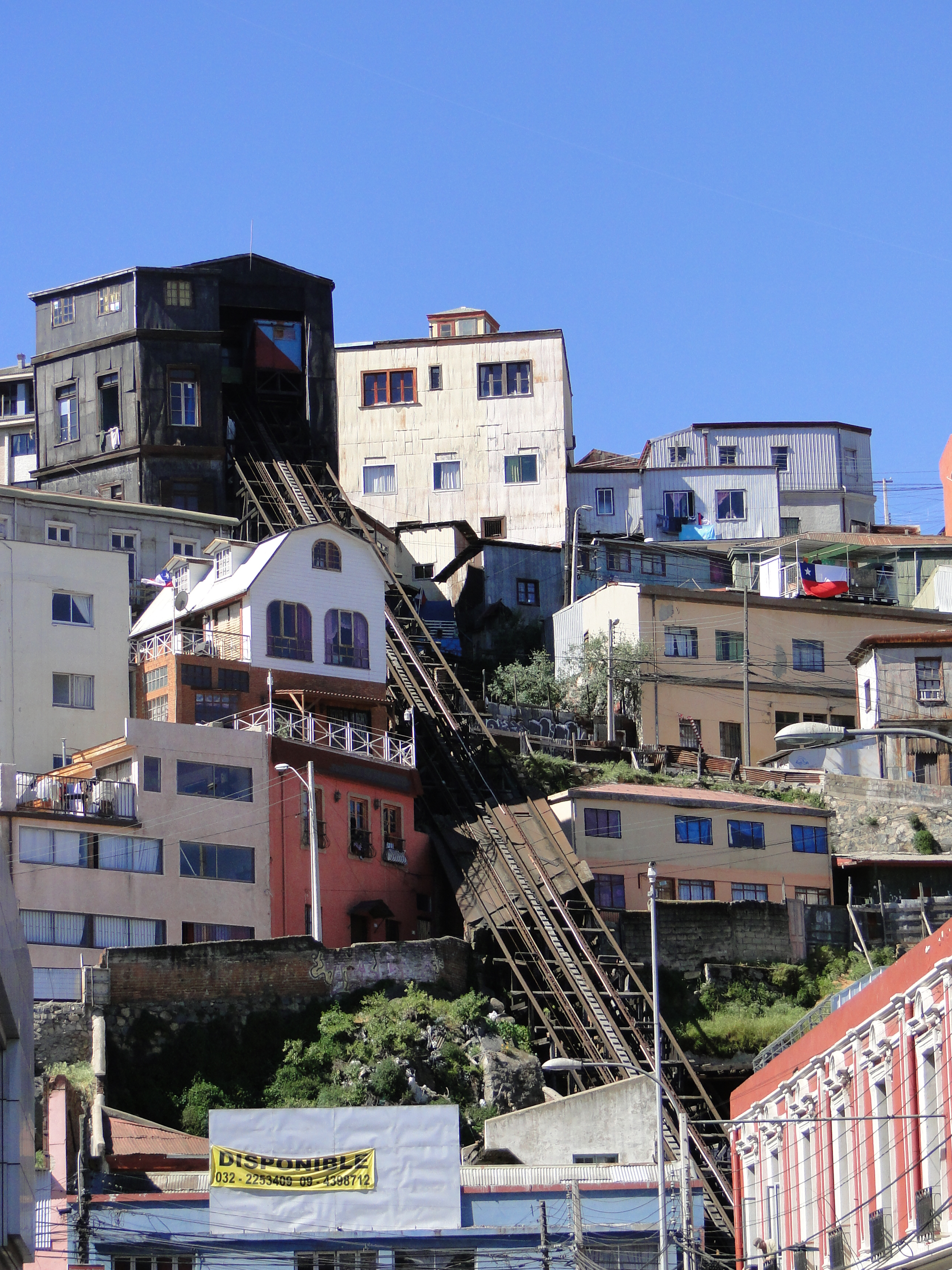
Ascensor Lecheros
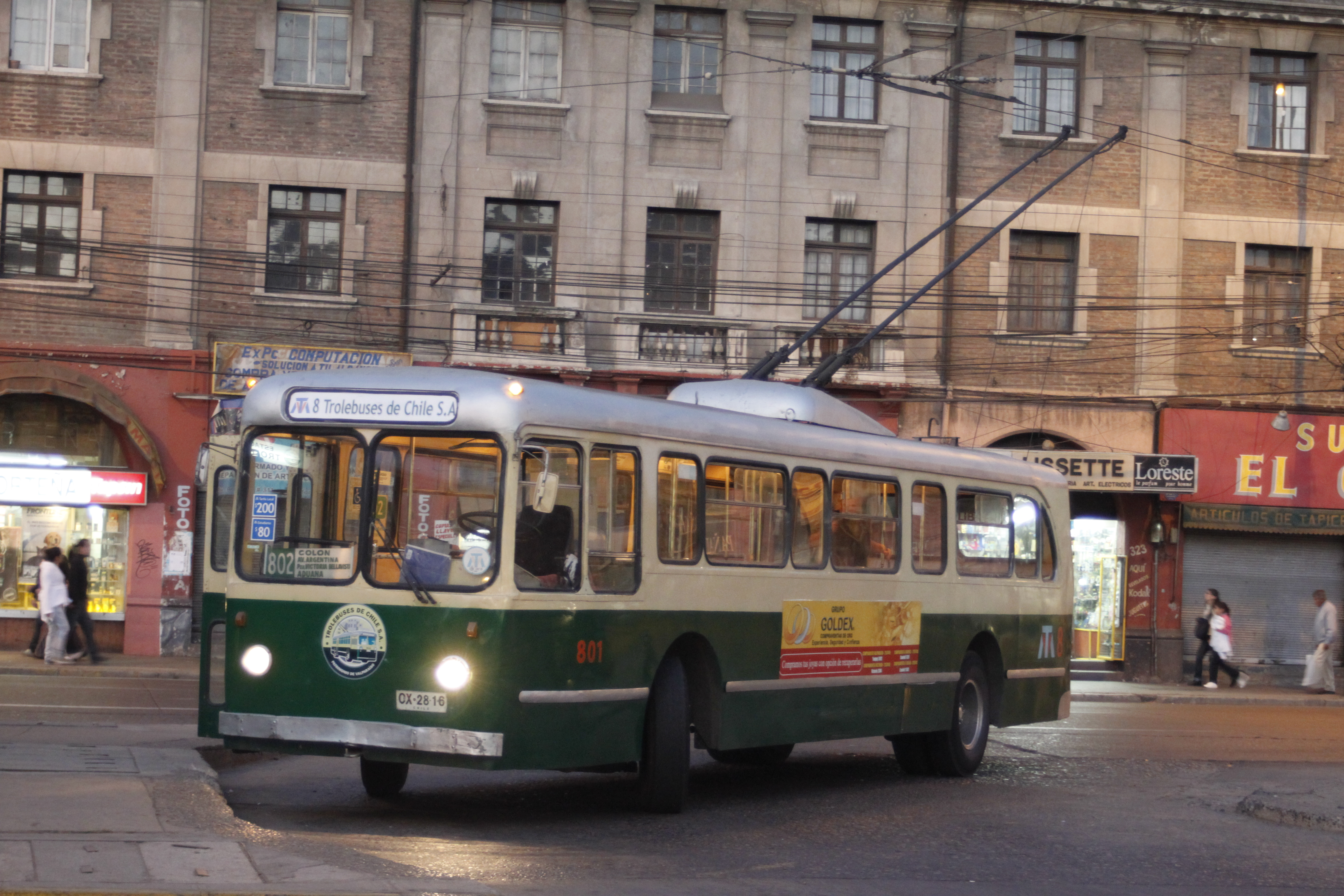
Troleibús
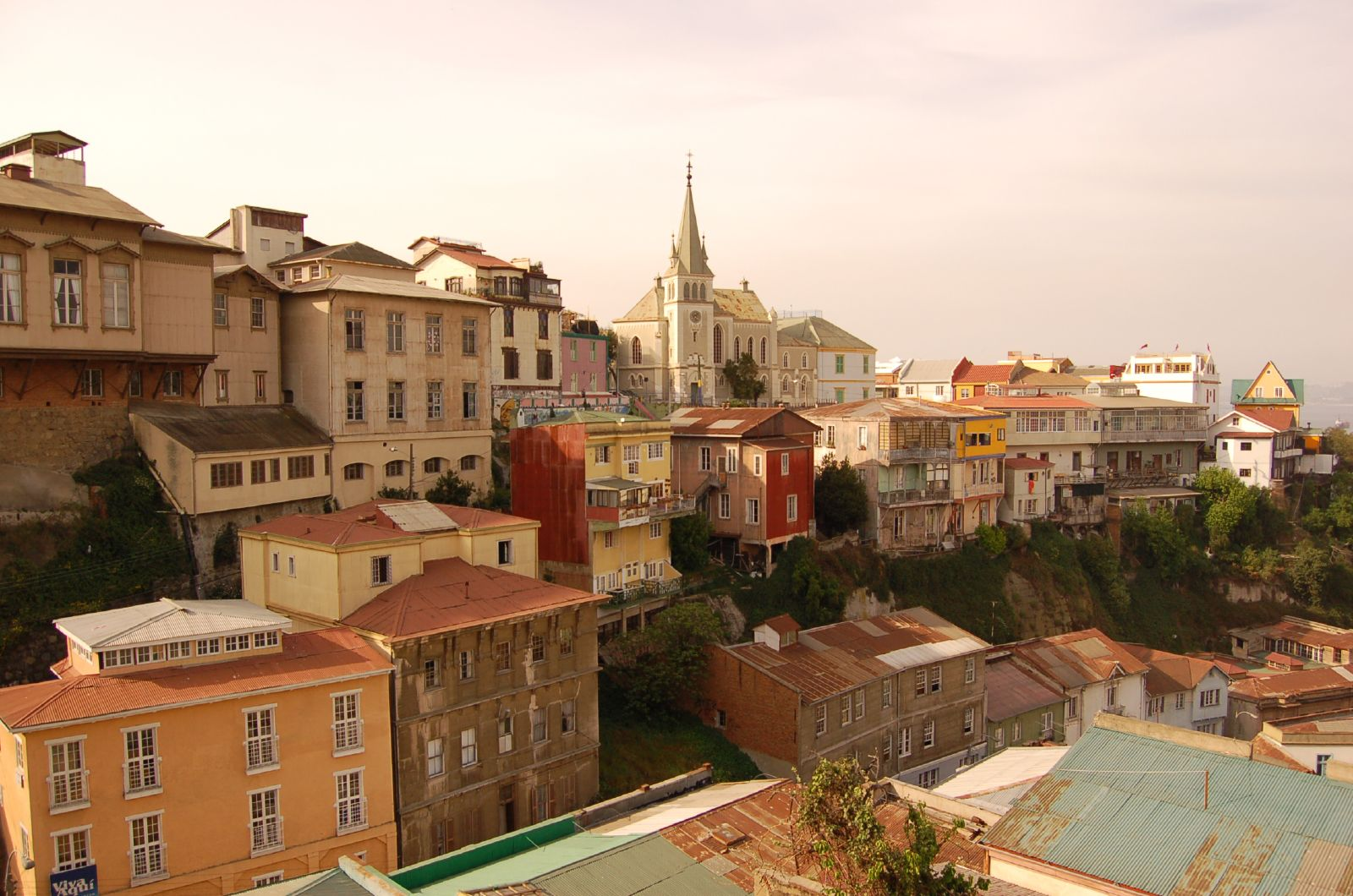
Cerro Concepción
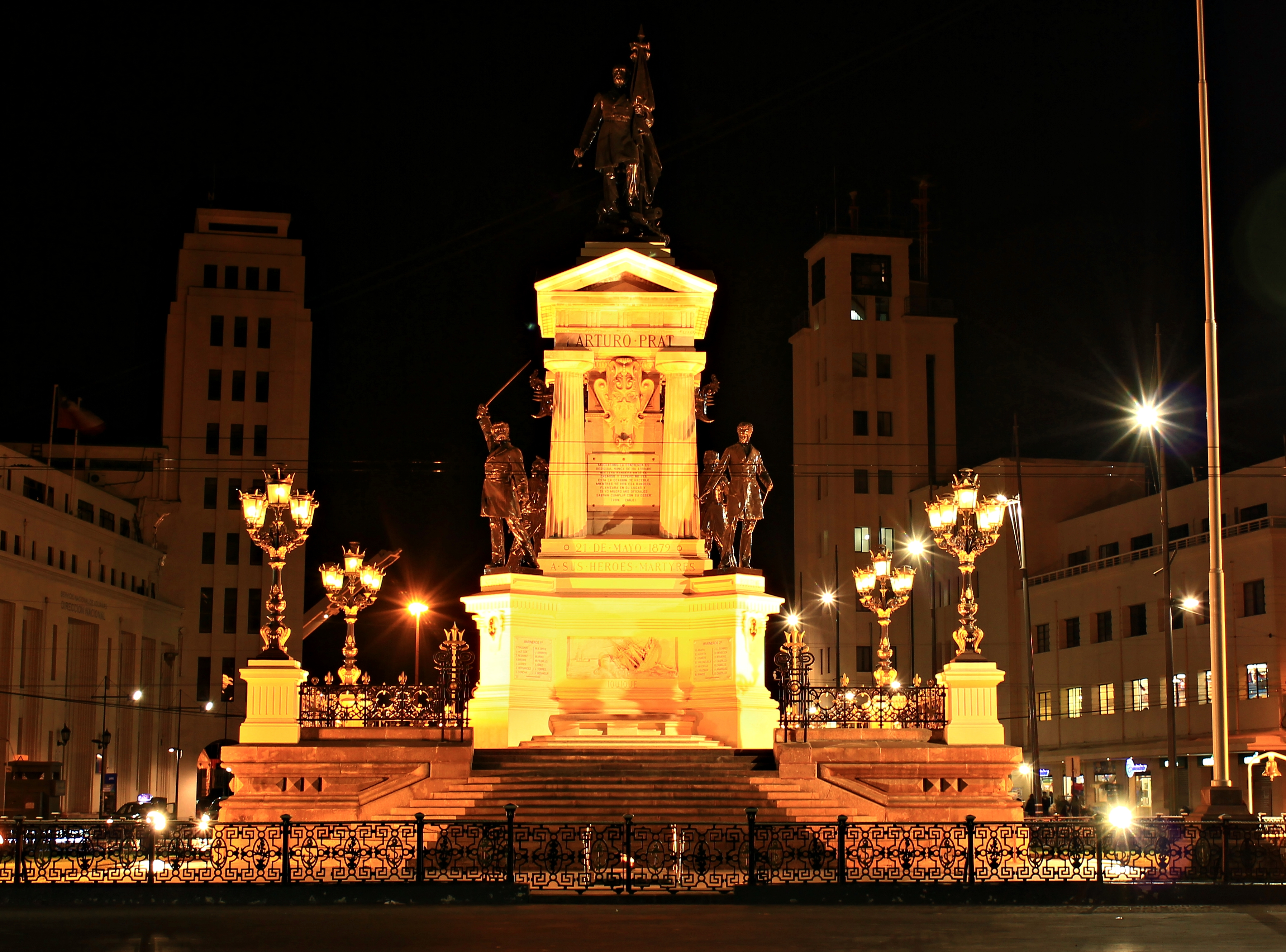
Plaça Sotomayor
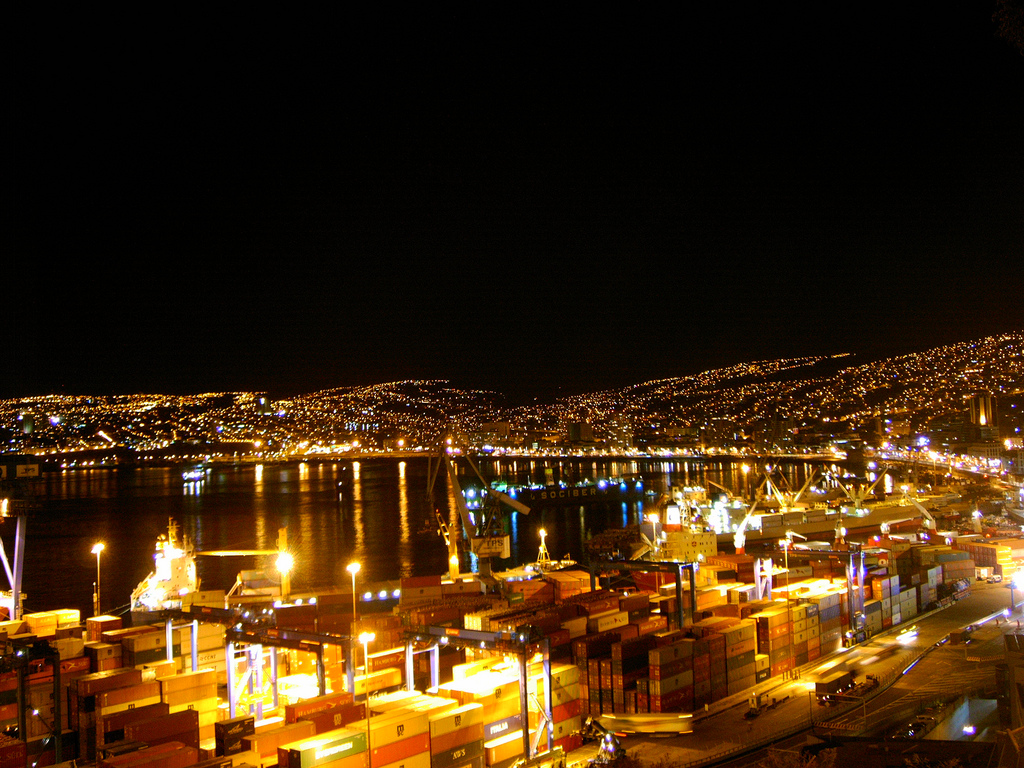
Vista nocturna

## Fills il·lustres
- Pablo Garrido Vargas (1905-1982), compositor, musicòleg i director d'orquestra.
- Alice Ducasse
- Felipe Heliodoro Ortiz de Zarate
- Marianne Peronard
- Álvaro Guevara
- Percy Daniell (1889-1946), matemàtic